# Van Blanckendaell Park
Koordinaten: 52° 44′ 14,4″ N, 4° 44′ 38,2″ O
Der Van Blanckendaell Park ist ein Tierpark in Tuitjenhorn, Nordholland. Der zwischen Alkmaar und Schagen gelegene Park beherbergt eine zoologische Sammlung mit rund 120 Arten aus aller Welt, eine Windmühle, ein Restaurant mit einem größeren und einem kleineren Spielplatz, einen Zooshop im Kassengebäude und ein Museum, das eine Dauerausstellung über die niederländische Geschichte zeigt.

## Geschichte
Als private zoologische Sammlung beschränkte sich der Tierbestand auf wenige Fasanarten sowie weitere kleinere Vogelarten und Haustierrassen. Nach anwachsendem Interesse der Bevölkerung entschied sich der Besitzer der niederländischen Van Blanckendeall Park Stiftung, das Gelände der Öffentlichkeit zugänglich zu machen. So öffnete der Park am 6. Mai 2007 das erste Mal seine Tore am heutigen östlichen Ende des Parks. Aufgrund Beschwerden der Bevölkerung über die immer größer werdenden Besucherzahlen, die den Ort passieren mussten, um den Eingang des Zoos nutzen zu können, verlegte die Leitung des Parks den Eingang auf die westliche Seite des Zoos. In den Folgejahren wurde der Zoo weiter ausgebaut und so folgten exotischere Arten, wie Zebras, Weißhandgibbons und Pelikane.

## Einzelne Bereiche des Van Blanckendaell Parks

### Der zoologische Bereich

#### Fasanerie
Zusammengesetzt aus zehn Volieren erstreckt sich die Fasanen-Galerie über den nördlichen Teil des Parks. Die meisten Volieren sind mit einer Fasanart und mehreren baumbewohnenden Vogelarten besetzt. Neben verschiedenen Papageienarten (Loris, Sittiche, Edelpapageien, Kakadus und Amazonen) leben hier auch noch Silberwangenhornvogel, Glanzstare, Weißohrturako, Langschopfturako und Schwarzschwanz-Präriehunde.

#### Freianlagen

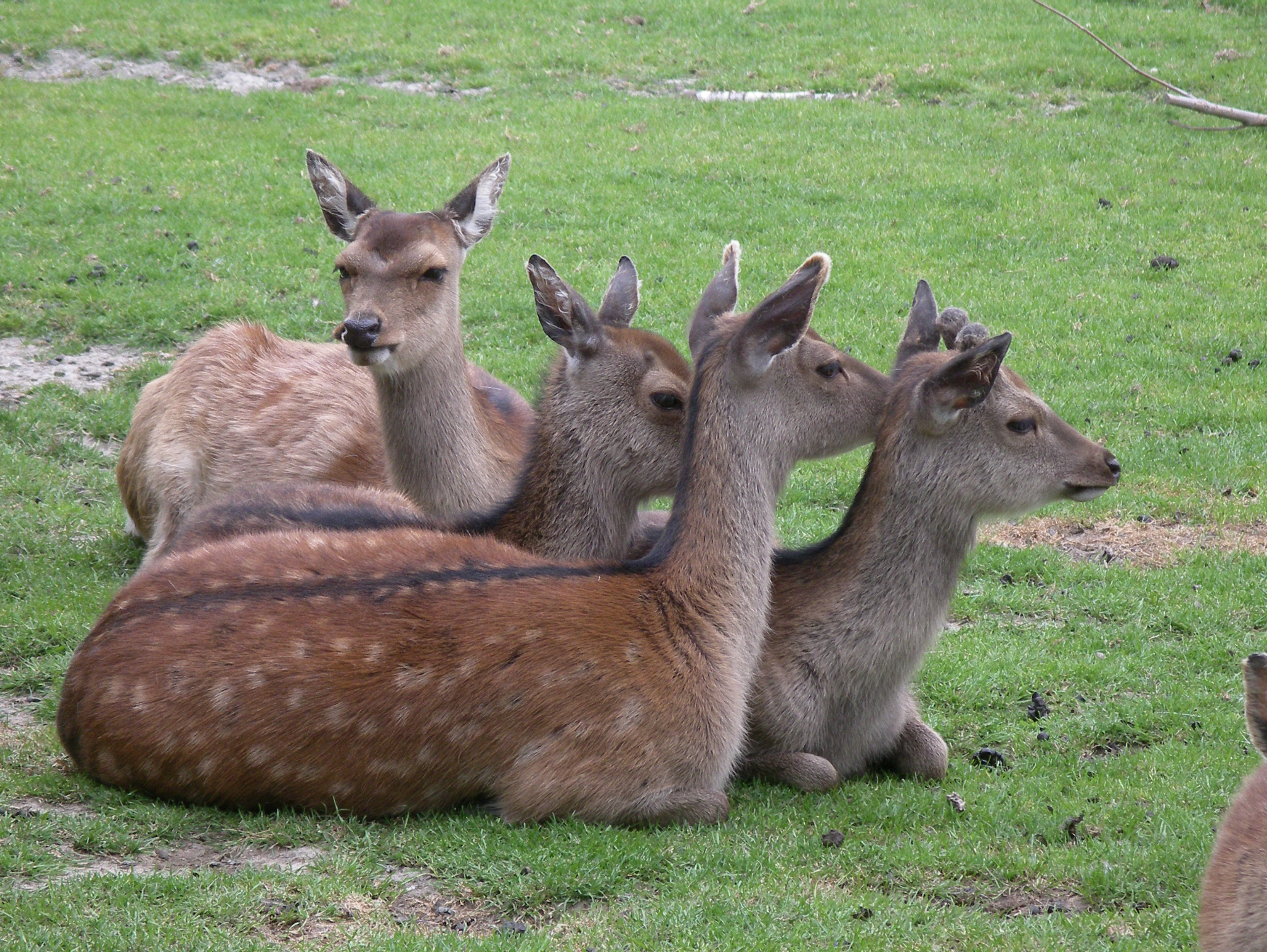
Damwild auf der Freianlage

Mehrere Freianlagen erstrecken sich über den Zoo. Hier leben Zuchtgruppen verschiedener Paarhufer wie weißes Damwild und Sikahirsche, Alpakas, Guanakos, Hirschziegenantilopen, Säbelantilopen, Mendesantilopen sowie Steppenzebras, Wasserschweine, Pampashasen und Nandus.

#### Australienanlagen

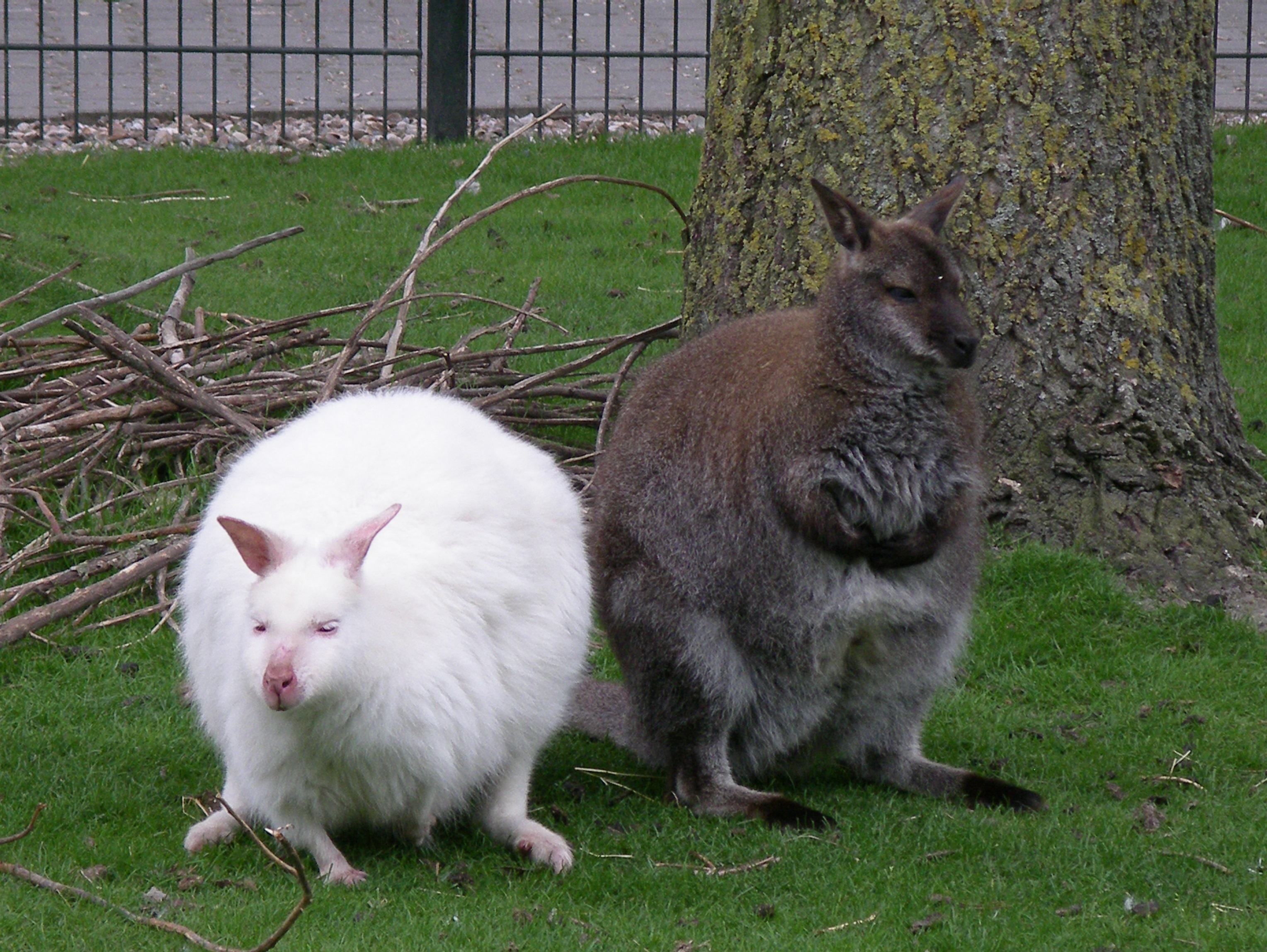
Rotnackenwallabys in der Australienanlage

Auf der Australienanlage leben Hühnergänse sowie zwei verschiedene Känguruarten (Rotes Riesenkänguru, Rotnackenwallaby).

#### Großvolieren
Der Park verfügt über vier Großvolieren. In der borealen Großvoliere leben Hausrentiere, Pfauen, Perlhuhn, Haushuhnrassen sowie Wüstenbussarde und Krähen. In der Sumpfvoliere leben Weißstörche, Mandschurenkraniche, mehrere Wildenten- und gänsearten sowie Wattvögel (Kiebitz), drei verschiedene Ibisarten (Scharlachsichler, Heiliger Ibis, Weißhalsibis) und zwei Reiherarten (Nachtreiher, Kuhreiher). Die Storchenvoliere beinhaltet ein Zuchtpaar Sattelstörche. Die Aravoliere beherbergt drei Araarten (Gelbbrustara, Dunkelroter Ara, Soldatenara).

#### Raubvogelvolieren
Im Südwesten beherbergt der Park in sieben aneinandergereihten hohen Volieren sowie in drei weiteren Großvolieren Eulen (Uhu, Schneeeule, Habichtskauz, Bartkauz) und Raubvögel (Weißkopfseeadler, Steinadler, Sperbergeier, Schopfkarakara) sowie Nasenbären und Kräuselhauben-Perlhuhn, die jeweils Rotfußseriema, Halsband-Wehrvogel, Südafrika-Kronenkranich und Jungfernkranich aus der Raubvogelgalerie verdrängten. Diese Arten sind in die Sumpfvoliere umgezogen.

#### Primatenvolieren
Drei große sowie fünf kleine Volieren zeigt der Zoos, zwei verschiedene Kapuziner (Rückenstreifen-Kapuziner, Haubenkapuziner), eine Gibbon- (Schopfgibbon), zwei Makaken- (Rhesusaffe, Berberaffe) sowie zwei Lemurenarten (Katta, Schwarzweißer Vari) und Grüne Meerkatzen.

#### Pelikanteich
Auf der Pelikananlage leben drei Pelikanarten (Rosapelikan, Rötelpelikan und Brillenpelikan).

#### Pinguin- und Flamingoteiche
Im südlichen Teil des Parks befinden sich zwei Anlagen mitsamt Teichen, die jeweils Pinguin- und Flamingozuchtgruppen beherbergen. Neben Humboldtpinguinen leben Brandgänse auf der Pinguinanlage. Direkt anschließend an den Pinguinteich befindet sich die Flamingoanlage mit Chileflamingo und Rosaflamingo. Permanente Zaungäste stellen die wildlebenden Graureiher und Sturmmöwen dar.

#### Streichelzoo und Bauernhoftiere
Der Streichelzoo beherbergt Hühner, Zwergziegen und Shetlandponys. Im angrenzenden Bauernhofgehege hält der Zoo seltene niederländische Ziegenrassen und Hängebauchschweine. Zackelschafe und Kerry-Hill-Schafe werden in einem separaten Gehege gehalten.

#### Exotische Nutztierrassen

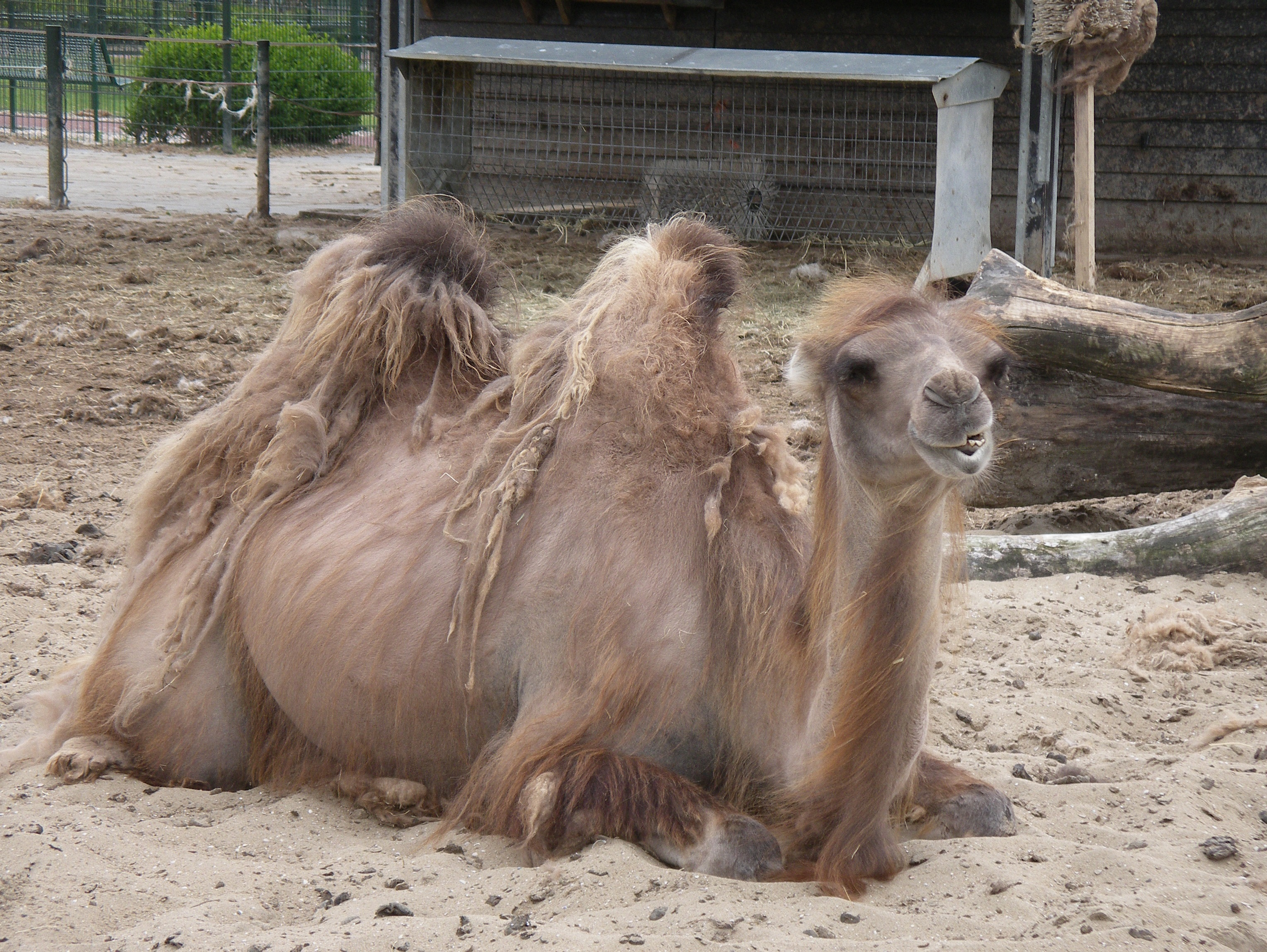
Trampeltier im Van Blanckendaell Park

Auf zwei nebeneinander gelegenen Freigehegen werden Nutztiere exotischer Länder gezeigt. Auf der größeren leben Trampeltiere, Watussirinder und Zwergesel in einer Gemeinschaft, die kleinere Anlage beherbergt Lamas.

#### Kleinsäugeranlagen
In vier kleinen Volieren zeigt der Zoo drei Weißbüschelaffengruppen sowie eine Lisztaffengruppe, des Weiteren auf zwei kleineren Freianlagen Erdmännchen und Zwergotter.

#### Australasische Kleinvolieren
Eine weitere kleine Volierenanlage zeigt Vögel und Kleinsäuger des australasischen Raums, wie Molukkenkakadus, Prevost-Hörnchen und Spitzschopftauben.

### Gebäude

#### Restaurant
Das Restaurant bietet kalte Speisen an. Des Weiteren gibt es einen überdachten Bereich, in dem Süßigkeitenautomaten stehen und kostenloses WLAN angeboten wird.

#### Windmühle
Die Windmühle des Parks befindet sich auf einer separaten Insel, die den westlichen Teil des Parks und den östlichen, getrennt durch Grachten, verbindet. Die Mühle ist nicht begehbar.

#### Spielplatz
Der Spielplatz ist zweigeteilt und befindet sich jeweils an den Seiten des Restaurants. Neben einem elektrischen Karussell gibt es hier eine Rutsche und ein kleines Klettergerüst.

## Erweiterungsgelände
Im Sommer 2016 wurde das Gelände um ein südlich des Parks gelegenes Feld erweitert. Damit wurde die ehemals rund 7 Hektar große Fläche um über einen Hektar erweitert. Ein in den vorhergegangenen Jahren veröffentlichter Plan sowie ein Artikel des Jahres 2015 nennen neben Zwergflusspferden Tapire, Warzenschweine, Paviane, Schakale und Seehunde als mögliche Arten. Die erste Landschaftsanlage des Parks, die Savannenanlage, wird neben Huftieren (Giraffen, Steppenzebras, Sitatungas, Addaxantilopen und Hirschziegenantilopen) auch eine Gruppe Affen (entweder Paviane oder Grüne Meerkatzen) beherbergen. Die Teils kleinen Gehege sollen durch größere Gemeinschaftsanlagen ersetzt werden, sodass eine artgerechtere Haltung gewährleistet ist.